# Der Mächtige / Mission Farpoint
Der Mächtige und Mission Farpoint (Originaltitel: Encounter at Farpoint) bilden die Pilotepisode der US-amerikanischen Science-Fiction-Fernsehserie Raumschiff Enterprise – Das nächste Jahrhundert. Sie wurde in den Vereinigten Staaten über Syndication vermarktet und erstmals am 28. September 1987 auf verschiedenen Fernsehsendern in Spielfilmlänge ausgestrahlt. In Deutschland erschien sie zum ersten Mal im Januar 1988 in einer synchronisierten Fassung auf VHS. Für das deutsche Fernsehen wurde die Folge zu einem Zweiteiler geschnitten. Hier war sie zum ersten Mal am 7. und 14. September 1990 in einer zweiten Synchronfassung im ZDF zu sehen.

## Handlung

### Der Mächtige
Im Jahr 2364 bei Sternzeit 41153.7 soll die frisch in Dienst gestellte Enterprise zum Planeten Deneb IV fliegen, um dort die von den einheimischen Bandi errichtete Farpoint Station zu erkunden, die der Föderation angeboten wurde, um sie als Raumbasis zu nutzen. Captain Picard macht sich mit seinem neuen Schiff und den bereits an Bord befindlichen Mannschaftsmitgliedern vertraut, als plötzlich eine unbekannte, netzartige Energiebarriere auftaucht und dem Schiff den Weg versperrt. Ein Mann in der Kleidung eines europäischen Schiffskapitäns des 16. Jahrhunderts erscheint auf der Brücke der Enterprise und stellt sich als Q vor. Er fordert die sofortige Umkehr des Schiffs, denn die Menschheit sei bereits zu weit ins Weltall vorgedrungen. Er bezeichnet die Menschen als aggressiv und wild und schlüpft zur Untermauerung seiner Anschuldigungen in die Rollen verschiedener Militärangehöriger des 20. und 21. Jahrhunderts. Als Steuermann Torres auf ihn schießen will, friert Q ihn ein, er kann aber später auf der Krankenstation wiederbelebt werden. Picard entgegnet Q, er würde sich auf Verhaltensweisen berufen, die bereits seit Jahrhunderten überwunden seien, eine Beurteilung der Menschheit nach ihrem aktuellen Verhalten würde Picard aber nicht fürchten. Q kommt eine Idee und er zieht sich zurück, um einige Vorbereitungen zu treffen.
Picard will sein Verschwinden nutzen, um Q zu überlisten. Er geht zum Schein auf seine Forderung ein und lässt Kurs zurück zur Erde setzen. Zugleich lässt er aber heimlich Vorbereitungen treffen, um die Untertassensektion von der Antriebssektion der Enterprise zu trennen. Das Energiefeld zieht sich zu einer Kugel zusammen, die der Enterprise folgt. Picard begibt sich mit seinem zweiten Offizier Data, seiner Sicherheitschefin Tasha Yar und der Beraterin Deanna Troi auf die Kampfbrücke in der Antriebssektion des Schiffs, während Lieutenant Worf das Kommando der Untertassensektion übernimmt. Die beiden Schiffsteile werden getrennt und mit der Untertassensektion wird ein Großteil der Besatzung, darunter alle Zivilisten, in Sicherheit gebracht, während die Antriebssektion wendet und sich Q entgegenstellt.
Da ein Kampf gegen das offensichtlich übermächtige Wesen aussichtslos scheint, ergibt sich Picard. Zusammen mit Data, Yar und Troi findet er sich plötzlich in einem Gerichtssaal wieder, der der postatomaren Schreckenszeit des Jahres 2079 entstammt. Troi spürt, dass sie sich nicht in einer Illusion befinden, sondern dass die Nachbildung äußerst real sei. Q erscheint nun als Richter und klagt Picard und seine Leute stellvertretend für die Menschheit an. Yar weigert sich, das Gericht anzuerkennen, denn sie stammt von einer Welt, auf der solche Gerichte, in denen nur Scheinprozesse abgehalten wurden, üblich waren. Sie wurde von Offizieren der Sternenflotte gerettet und verlangt von Q, dass er Picard mit Respekt behandelt. Q wird wütend und friert Yar ein, doch als er daran erinnert wird, dass er versprochen hatte, die Angeklagten fair zu behandeln, macht er diese Tat rückgängig. Picard schlägt schließlich vor, dass ein Test darüber entscheiden soll, ob die Menschheit wirklich noch so barbarisch sei, wie Q behauptet. Q ist von diesem Vorschlag begeistert und meint, die aktuelle Mission der Enterprise nach Deneb IV würde sich als Test bestens eignen. Er schickt die Angeklagten zurück auf die Enterprise und lässt sie vorerst weiterfliegen.
Auf Deneb IV hat währenddessen die USS Hood weitere Besatzungsmitglieder abgesetzt, die auf die Enterprise versetzt werden sollen. Der designierte erste Offizier William T. Riker trifft sich auf dem Planeten mit Verwalter Zorn. Er ist erstaunt, dass die Bandi eine so hoch entwickelte Station in so kurzer Zeit errichten konnten. Zorn weicht seinen Fragen aus, bietet ihm aber freundlich eine Obstschale an. Als Riker lieber einen Apfel möchte, steht plötzlich eine zweite Schale bereit, von der Riker schwören könnte, dass sie bis eben noch nicht da war. Misstrauisch verlässt er Zorns Büro und trifft sich mit der neuen Schiffsärztin der Enterprise, Beverly Crusher, und ihrem Sohn Wesley. Die beiden machen gerade einen Einkaufsbummel und auch hier taucht an einem Textilstand scheinbar aus dem Nichts ein Stoffballen auf, der exakt das von Dr. Crusher gewünschte Muster aufweist. Lieutenant Geordi La Forge kommt hinzu und meldet die Ankunft der Antriebssektion der Enterprise. Die Vier beamen an Bord, wo Riker zunächst über den Vorfall mit Q informiert wird. Als wenig später auch die Untertassensektion eintrifft, will Picard Rikers Fähigkeiten testen und lässt ihn die Koppelung der beiden Schiffsteile durchführen.
Data begleitet Admiral McCoy zu einem Shuttle. Er hatte die medizinische Abteilung der Enterprise inspiziert und tritt nun mit der Hood den Heimflug an. Währenddessen erscheint Q und gibt Picard noch 24 Stunden zur Lösung des Rätsels von Farpoint Station.

### Mission Farpoint
Riker berichtet Picard von den rätselhaften Vorkommnissen auf Deneb IV. Der Captain beschließt, Zorn einen Besuch abzustatten, um ihm weitere Fragen zu stellen. Riker und Troi sollen ihn begleiten. Riker und Troi reagieren bei ihrem ersten Treffen etwas verhalten, denn sie hatten einst eine kurze Beziehung, als Riker vor mehreren Jahren auf Trois Heimatplaneten Betazed stationiert war. Troi, die als Halb-Betazoidin Gefühle wahrnehmen kann, spürt auf dem Planeten starken Schmerz und Einsamkeit. Zorn blockt Picards Fragen ab und droht damit, die Verhandlungen mit der Föderation platzen zu lassen und Farpoint Station stattdessen den Ferengi anzubieten.
Picard kehrt mit seinen Leuten aufs Schiff zurück und beschließt, dass Riker mit einem Außenteam weitere Nachforschungen ohne Wissen der Bandi anstellen soll. Auf einem der Holodecks der Enterprise hat Riker sein erstes Treffen mit dem zweiten Offizier Data, einem Androiden. Zusammen mit ihm, La Forge, Yar und Troi beamt er auf den Planeten und erforscht die unterirdischen Gänge von Farpoint Station. Troi nimmt erneut negative Gefühle wahr.
Wesley Crusher ist unterdessen begeistert von der Enterprise und möchte gern die Brücke sehen. Seine Mutter erlaubt ihm, sie im Turbolift zu begleiten. Sie und Captain Picard kennen sich und als Wesley noch sehr jung war, überbrachte ihm Picard die Nachricht vom Tod seines Vaters. Picard erlaubt dem Jungen, sich auf der Brücke umzusehen, doch er muss ihn schon bald wieder fortschicken, da sich ein unbekanntes riesiges Schiff nähert. Dieses eröffnet das Feuer auf Deneb IV, doch das Ziel ist nicht Farpoint Station, sondern die benachbarte alte Bandi-Stadt. Q erscheint erneut, um das Verhalten der Enterprise-Besatzung zu beobachten. Picard lässt die Waffen aktivieren und will die Enterprise zwischen das fremde Schiff und die Stadt manövrieren, doch die Steuerung reagiert nicht.
Auch das Außenteam bemerkt den Beschuss. Riker lässt Troi, Yar und La Forge zurück auf die Enterprise beamen und sucht mit Data nach Zorn, von dem er nun Antworten erwartet. Zorn ist nun bereit, zu gestehen, doch er wird unerwartet unter Schmerzen auf das fremde Schiff gebeamt. Riker und Data kehren auf die Enterprise zurück. Q schlägt vor, sich auf dem fremden Schiff umzusehen. Picard sieht darin ein zu großes Risiko, doch Riker meldet sich freiwillig, um mit einem Außenteam hinüber zu beamen. Schließlich willigt Picard ein und das Außenteam findet dort die gleichen Gänge vor wie auf Farpoint Station. Zorn wird in einem Kraftfeld gefangen gehalten und Troi verspürt wieder intensive Gefühle, doch dieses Mal handelt es sich um starken Hass auf die Bandi. Ihr wird nun klar, dass es sich bei dem Schiff um ein Lebewesen handelt.
Q ermahnt Picard, dass seine Zeit abläuft, und da der Kontakt zum Außenteam abgerissen ist, sieht Picard keine andere Möglichkeit, als Q um Hilfe zu bitten. Der will sie gewähren, wenn Picard auf seine Forderungen eingeht. Kurz darauf erscheint das Außenteam zusammen mit Zorn auf der Brücke der Enterprise. Sie erklären jedoch, das Schiff habe sie zurückgeschickt, Picard sei Q also nichts schuldig. Q besteht jedoch darauf, dass das Schiff beschossen werden soll, denn es sei fremd und gefährlich. Picard weigert sich und erfährt nun von Zorn, dass die Bandi ein Weltraumlebewesen gefangen haben, das die Form von Farpoint Station angenommen hat. Dem Wesen wird gerade genug Energie zugeführt, damit es überleben kann und die Wünsche der Bandi erfüllt. Picard lässt die Phaser der Enterprise modifizieren und auf das Wesen richten. Es erhält dadurch genug Energie, um sich von seinen Fesseln zu befreien. Es nimmt jetzt eine quallenartige Gestalt an und begibt sich ins All zu seinem bereits wartenden Gefährten. Troi verspürt große Freude und Dankbarkeit von beiden Wesen.
Q sieht ein, dass die Prüfung erfolgreich bestanden wurde. Er verschwindet, deutet aber an, dass er eines Tages wiederkommen könnte. Picard ordnet an, dass die Bandi Farpoint Station gemäß seinen Anweisungen wieder aufbauen, dann verlässt die Enterprise Deneb IV, um weiteren Abenteuern entgegen zu fliegen.

## Verbindungen zu anderen Star-Trek-Produktionen
Einige Elemente aus dieser Folge wurden in späteren Star-Trek-Produktionen wieder aufgegriffen:
- Der Prozess, den Q gegen Picard und seine Mannschaft führt, spielt eine entscheidende Rolle in der 1994 entstandenen Abschlussfolge der Serie (6.25/26 Gestern, heute, morgen), die sieben Jahre nach den Ereignissen von Der Mächtige / Mission Farpoint spielt. Der Prozess wird hier wieder aufgenommen, da er im Pilotfilm nur unterbrochen, aber nicht formal beendet wurde. Picard muss sich einer weiteren Prüfung stellen und nachdem er auch diese gemeistert hat, erklärt Q „der Prozess geht nie zu Ende“ und verspricht, die Menschheit weiter zu beobachten. In Folge 1.08 (Veritas) der animierten Serie Star Trek: Lower Decks von 2020, die 2380 spielt, erscheint Q in der gleichen Richterkleidung wie in Der Mächtige / Mission Farpoint auf der USS Cerritos und unterzieht deren Führungsoffiziere diversen Prüfungen. In der 2022 erschienenen Folge 2.01 (Die Stargazer) von Star Trek: Picard, die im Jahr 2401 spielt, erscheint Q erneut Picard und konfrontiert ihn als weitere Prüfung mit einer radikal veränderten Realität. Die gesamte zweite Staffel der Serie dreht sich um Picards Bemühungen, mittels einer Zeitreise die normale Realität wiederherzustellen.
- Rikers erste Begegnung mit Data auf dem Holodeck der Enterprise wurde mehrfach wieder aufgegriffen. Auf Datas gescheiterten Versuch, Pop! Goes the Weasel zu pfeifen, wird in Folge 4.03 (Die ungleichen Brüder) von Raumschiff Enterprise – Das nächste Jahrhundert aus dem Jahr 1990, im Spielfilm Star Trek: Nemesis von 2002 und in Folge 3.06 (Die Bounty) von Star Trek: Picard aus dem Jahr 2023 Bezug genommen. In letzterer gibt es zudem eine Rückblende auf die Holodeck-Szene.
- Die Ferengi werden hier zum ersten Mal erwähnt. In Folge 1.05 (Der Wächter) haben sie ihren ersten Auftritt. Im weiteren Verlauf von Raumschiff Enterprise – Das nächste Jahrhundert und in den meisten der folgenden Star-Trek-Serien haben Angehörige dieser Spezies immer wieder größere und kleinere Auftritte. In der Serie Star Trek: Deep Space Nine ist eine der Hauptfiguren, Quark, ein Ferengi.
- Mit dieser Folge wurde ein halbwegs konsistentes System für die Angabe der Sternzeit etabliert. In den im 23. Jahrhundert spielenden Vorgängerserien Raumschiff Enterprise und Die Enterprise sowie den darauf basierenden Spielfilmen wurde eine Sternzeit verwendet, die aus einer vierstelligen Zahl und einer Nachkommastelle bestand. Die Zahlen wurden in den Serienfolgen häufig recht willkürlich gewählt; eine Umrechnung dieses Systems in reale Datumsangaben ist daher nicht möglich. Das neue System besteht aus einer fünfstelligen Zahl mit einer Nachkommastelle, deren zweite Stelle ungefähr einem Kalenderjahr entspricht (Sternzeit 41xxx.x entspricht 2364, 42xxx.x entspricht 2365 usw.). Dieses System wurde für alle Serien und Filme, die im 24. Jahrhundert oder später spielen, übernommen.
- DeForest Kelley hat hier einen kurzen Auftritt als mittlerweile 137-jähriger Leonard McCoy, der Schiffsarzt der alten Enterprise aus den Vorgängerserien Raumschiff Enterprise und Die Enterprise. Diese Art der „Staffelstab-Übergabe“ wurde auch bei den beiden folgenden Serien angewendet. 1993 hatte Patrick Stewart als Jean-Luc Picard einen Gastauftritt im Pilotfilm Der Abgesandte von Star Trek: Deep Space Nine. Zudem wurde die von Colm Meaney gespielte Nebenfigur des Miles O’Brien als Hauptfigur in die neue Serie übernommen. 1995 hatte dann wiederum Armin Shimerman als Quark einen Gastauftritt im Pilotfilm Der Fürsorger von Star Trek: Raumschiff Voyager.
- Picard entscheidet sich für Riker als ersten Offizier, weil der sich geweigert hatte, seinen vorherigen Captain während einer gefährlichen Situation auf die Oberfläche eines Planeten beamen zu lassen, da ihm das Leben seines Captains wichtiger war als ein möglicher Verweis in seiner Dienstakte wegen Befehlsverweigerung. Diese Geschichte wird in Folge 7.12 (Das Pegasus-Projekt) von Raumschiff Enterprise – Das nächste Jahrhundert aus dem Jahr 1994 noch einmal thematisiert.
- In Folge 1.07 (Viel Lärm um Boimler) von Star Trek: Lower Decks aus dem Jahr 2020 kommen quallenartige Weltraumlebewesen vor, die starke Ähnlichkeit mit jenen aus Der Mächtige / Mission Farpoint haben.

Hier und in weiteren Folgen der ersten Staffel von Raumschiff Enterprise – Das nächste Jahrhundert wird impliziert, dass es sich beim Holodeck um eine sehr neue Technologie handelt. Allerdings wurde bereits 1974 in Folge 2.03 (Wüste Scherze) der Zeichentrickserie Die Enterprise eine Art Holodeck gezeigt, das damals noch als „Erholungsraum“ bezeichnet wurde. Dieser Widerspruch ist damit zu erklären, dass zur Entstehungszeit von Der Mächtige / Mission Farpoint noch nicht klar war, ob die Zeichentrickserie zum offiziellen Star-Trek-Kanon gehören sollte.

## Produktion

### Drehbuch
Während der frühen Planungsphase des Pilotfilms herrschte große Uneinigkeit über dessen Länge. Paramount Television wollte einen zweistündigen Film (einschließlich Werbeblöcken) und kündigte ihn auch in dieser Länge am 10. Oktober 1986 an. Star-Trek-Schöpfer Gene Roddenberry bestand hingegen auf einer Laufzeit von nur einer Stunde. Aus dieser Meinungsverschiedenheit entwickelte sich ein heftiger Streit, der für mehrere Monate ungelöst blieb. Als Kompromiss wurde zwischenzeitlich auch eine Laufzeit von 90 Minuten vorgeschlagen. Auf Vorschlag von Robert Justman wurde D. C. Fontana im November 1986 als Drehbuchautorin engagiert, die bereits mehrere Drehbücher für die beiden Vorgängerserien Raumschiff Enterprise und Die Enterprise verfasst hatte. Ihr Vertrag sah eine Laufzeit von zwei Stunden für die geplante Geschichte vor, doch während sie eine Geschichte entwickelte, wurde nach wie vor über die Laufzeit diskutiert. Gene Roddenberry und sein Anwalt Leonard Maizlish versicherten Fontana zunächst, dass die Laufzeit 90 Minuten betragen werde, doch nachdem sie einen überarbeiteten Entwurf abgeliefert hatte, erklärten Roddenberry und Maizlish schließlich, dass der Pilotfilm doch zwei Stunden lang sein werde. Fontana lehnte es ab, eine Handlung für die fehlenden 30 nachzureichen, da ihr die verbleibende Zeit dafür zu knapp erschien. Das fehlende Material wurde schließlich von Roddenberry ergänzt. Die Verlängerung des Drehbuchs wirkte sich aber nicht zum Vorteil für den Pilotfilm aus, sondern ließ erzählerischen Leerlauf entstehen, was zunächst Zweifel aufkommen ließ, ob die Neuauflage erfolgreich sein würde. Trotz der Episodenlänge waren die meisten Rollen deshalb noch undifferenziert. Nur Picard wurde genauer umrissen, beispielsweise indem man seine Abneigung gegenüber Kindern spürbar machte, da er sich äußerte, er würde sich unwohl damit fühlen, dass Kinder an Bord seien. Eine vergangene Beziehung zwischen Riker und Troy wurde ebenso angeführt. Das ursprünglich gedachte brüderliche Verhältnis zwischen Riker und Picard wurde nicht umgesetzt und wandelte sich eher in ein Vater-Sohn-Verhältnis ab, das durch Riker an Wesley weitergegeben wurde.
Fontanas ursprüngliche Geschichte umfasste die Handlung um das gefangene Weltraumlebewesen auf Deneb IV. Roddenberrys maßgebliche Ergänzung war die Einfügung von Q und seinem Prozess. Die Figur hätte eigentlich erst in einer späteren Folge auftreten sollen und mehrere Mitglieder des Autorenteams hatten ein generelles Bedenken bezüglich Q, da sie eine zu große Ähnlichkeit zu Trelane aus der Folge Tödliche Spiele auf Gothos von Raumschiff Enterprise sahen. Roddenberry setzte sich aber schließlich durch. Weitere Ergänzungen wurden kurzfristig hinzugefügt, darunter der Cameo-Auftritt von DeForest Kelley und einige Gespräche zwischen Besatzungsmitgliedern der Enterprise. Kelleys Auftritt wurde deshalb vorab nicht bekannt gegeben und war – trotz der ausführlichen Berichterstattung über den Pilotfilm – eine Überraschung für die Zuschauer.

### Darsteller

#### Hauptdarsteller
Patrick Stewart war von Gene Roddenberry zunächst für die Rolle des Data ins Auge gefasst worden, nachdem Stewart ihm von Robert Justman aufgrund einer Vorlesung empfohlen worden war, die Stewart an der Universität von Los Angeles gehalten hatte. Zunächst war William Campbell für die Rolle des Captains vorgesehen gewesen. Nachdem dies nicht möglich war, beschränkte Roddenberry widerwillig den Vertrag mit Stewart zunächst auf den Pilotfilm. Stewart lebte hierauf sechs Wochen lang aus dem Koffer, um im Falle einer Absage so schnell wie möglich wieder nach England abreisen zu können.
Jonathan Frakes wurde nach seiner Bewerbung von Gene Roddenberry für die Rolle des Commander Riker vorgesehen. Dennoch waren sieben Vorstellungsgespräche innerhalb von sechs Wochen notwendig, um auch das Studio von ihm zu überzeugen, dass er dafür geeignet ist. Er war zuvor für Marvel Comics tätig und als Captain America verkleidet quer durch die Vereinigten Staaten gereist, um sogar im Weißen Haus aufzutreten. Die Rolle des Riker war seine erste Hauptrolle im Fernsehen.
Der in Deutschland geborene LeVar Burton wollte vor seiner Schauspielkarriere zunächst Priester werden. 1977 wurde er weltweit als Sklave Kunta Kinte durch die Serie Roots bekannt. Er war hierfür bereits für den Emmy Award nominiert worden, wodurch sich Rollenangebote anhäuften. Robert Justman gelang es, ihn für die Serie zu gewinnen, da Burton bereits 1983 in Justmans Film Emergency Room eine Hauptrolle gespielt hatte. Während der Drehpausen entpuppten sich beide als Fans von Raumschiff Enterprise, woran Justman ihn eindringlich erinnerte, als die Nachfolgeserie spruchreif geworden war.
Gates McFadden erhielt die Rolle der Schiffsärztin Beverly Crusher. Nach einer Karriere als Tänzerin arbeitete sie 1984 mit Jim Henson im Film Die Muppets erobern Manhattan als Puppen-Choreografin. Sie hatte zeitgleich die Rolle für die Produktion The Matchmaker erhalten und pendelte während der Drehzeit des Pilotfilmes zwischen beiden Projekten hin und her, weshalb sie im Pilotfilm nicht oft zu sehen ist. Aus dem Star-Trek-Franchise war ihr zu dieser Zeit lediglich der Film Star Trek IV: Zurück in die Gegenwart bekannt.
Denise Crosby, die Enkelin von Bing Crosby, erhielt die Rolle der Sicherheitschefin Tasha Yar. Der Umstand, dass sie als Fotomodell 1978 Nacktfotos für den Playboy gemacht hatte, sowie im Film Nur 48 Stunden eine Prostituierte und im Krimi In der Hitze von Arizona eine homosexuelle Polizistin gespielt hatte, wurde während der Produktion in den Vordergrund geschoben, als der Playboy zeitgleich eine Neuauflage der Nacktbilder mit dem Titel Star Treat zusammen mit Bildern vom Pilotfilm veröffentlichte.
Die zuallerletzt geschaffene Rolle des Klingonen Worf erhielt Michael Dorn, der zuvor Mitglied einer Rockband war. Seine Schauspielkarriere begann der Ende der 1970er Jahre zunächst als Double und Statist, darunter im Spielfilm Rocky. In den 1980er Jahren hatte er Gastauftritte in verschiedenen Seifenopern wie Zeit der Sehnsucht, Unter der Sonne Kaliforniens und Capitol. Von 1979 bis 1982 spielte er eine Hauptrolle in der Krimiserie CHiPs.
Marina Sirtis erhielt die Rolle der Beraterin Deanna Troi, nachdem sie auch für die Rolle der Tasha Yar vorgesprochen hatte. Sie war die Tochter eines griechischen Schneiders in London, der gegen ihre Karriere als Schauspielerin war. Aufgrund ihres starken Cockney-Akzentes musste sie zunächst umfangreiche Sprechübungen machen, um sich 1982 für den Film Die verruchte Lady als Oben-ohne-Modell neben Faye Dunaway zu qualifizieren. Hierauf erhielt sie eine Rolle als Prostituierte im Film Blind Date und tourte mit der Rocky Horror Show als Magenta durch Europa. Die Rolle in Star Trek erhielt sie wenige Tage vor Ablauf ihres Besuchervisums in den Vereinigten Staaten, wo sie sich sechs Monate lang umgesehen hatte.
Brent Spiner erhielt die Rolle des Androiden Data, für den zuvor sowohl Colm Meaney als auch Patrick Stewart im Gespräch waren. Spiner gelangte über das Theater und den Broadway zum Film- und Fernsehgeschäft, wo er in Serien wie Twilight Zone kleinere Rollen übernahm. Es waren 24 Make-up-Tests in unterschiedlichen Varianten erforderlich, bis sein Erscheinungsbild als Android feststand, das schlussendlich aus gelblicher Haut, gelblichen Kontaktlinsen und einer gelben Uniform bestehen sollte.
Wil Wheaton erhielt die Rolle des 15-jährigen Wesley Crusher. Bereits mit sieben Jahren spielte er in Werbespots für Produkte mit. Im Film Stand by Me spielte er 1986 seine erste Hauptrolle und erhielt dafür hervorragende Rezeptionen.

#### Neben- und Gastdarsteller
Die Computerstimme der Enterprise wird hier im englischen Original von einer unbekannten Frau gesprochen. In den restlichen Folgen der Serie übernahm Majel Barrett diese Rolle, die bereits in der Vorgängerserie Raumschiff Enterprise die Computerstimme gesprochen hatte.
Die von Colm Meaney dargestellte Figur hat in dieser Folge noch keinen Namen. Erst im weiteren Verlauf der Serie wurde daraus der Transporterchief Miles Edward O’Brien. Auch sein Rang wurde nachträglich verändert. Hier trägt er das Rangabzeichen eines Fähnrichs, wird aber als Lieutenant angesprochen. Später wurde er zu einem Unteroffizier im Rang eines Senior Chief Petty Officer. Meaney war zuvor für die Rolle des Androiden Data im Gespräch gewesen.
John de Lancie erhielt die Rolle des Q. Er war bereits 1986 neben Brent Spiner in der Folge Dead Run der SerieTwilight Zone aufgetreten. Bereits nach drei Tagen Dreharbeit waren Rick Berman und Gene Roddenberry von ihm derartig beeindruckt, dass sie ihm weitere Auftritte zusicherten. Man hatte ihn für die erste Staffel eigentlich für insgesamt vier weitere Auftritte vorgesehen.
DeForest Kelley äußerte sich zunächst kritisch über die neue Serie und meinte, dass diese das Flair von Raumschiff Enterprise nicht wiederaufleben lassen könne. Dennoch erklärte er sich zu einem Gastauftritt bereit und bestand darauf, hierfür nur den Mindestlohn zu erhalten. Dies war als Dankeschön an Gene Roddenberry gedacht, der ihm 20 Jahre zuvor die Möglichkeit gegeben hatte, eine Rolle in Raumschiff Enterprise zu spielen. Er erhielt hierfür den markantesten Satz der Folge, mit dem er Data kommentierte: „Ich kann keine spitzen Ohren sehen, dennoch klingen Sie wie ein Vulkanier.“
Michael Bell, Darsteller von Verwalter Zorn, spielte später noch zwei weitere Rollen in der Serie Star Trek: Deep Space Nine.
Chuck Hicks, Darsteller eines Militäroffiziers in Qs Gerichtssaal, arbeitete auch als Stuntdouble in den Spielfilmen Star Trek II: Der Zorn des Khan und Star Trek III: Auf der Suche nach Mr. Spock.
Jimmy Ortega, Darsteller von Lieutenant Torres, arbeitete auch als Stuntdouble in einer Folge von Star Trek: Raumschiff Voyager und als Statist in einer Folge von Star Trek: Enterprise.

### Drehorte und Kulissen
Die Holodeckszene wurde im Griffith Park in Los Angeles gedreht. Für alle anderen Szenen wurden Studiokulissen verwendet.
Für die Kampfbrücke wurde das veränderte Set der umgebauten Brücke der USS Enterprise NCC 1701 aus den ersten drei Star-Trek-Kinofilmen wiederverwendet, während die eigentliche Brücke und der Rest der Enterprise D einen wohnlichen Eindruck vermittelten, entgegen der spartanischen Einrichtung der alten Enterprise.

### Effekte
Der technologische Fortschritt machte das Trennen der Untertassensektion in der von Andrew Probert und Rick Sternbach gestalteten Enterprise D möglich. Die alte Enterprise hatte diese Fähigkeit auch, was jedoch zur damaligen Zeit tricktechnisch nicht machbar war.

### Kostüme
Der Pilotfilm blieb für lange Zeit die einzige Folge, in der Counselor Troi eine Uniform trägt. In den weiteren Folgen trägt sie auch im Dienst zivile Kleidung (Kleider oder Jumpsuits). Erst ab der Doppelfolge 6.10/11 (Geheime Mission auf Celtris Drei) trägt sie wieder Uniform.
Colm Meaney trägt hier einmalig eine rote Uniform der Kommandoabteilung. Bei seinen späteren Auftritten trägt er stets die grüngelbe Uniform der Abteilungen Sicherheit und Technik. Lediglich in der finalen Doppelfolge Gestern, heute, morgen trägt er in Szenen, die die Ereignisse aus dem Pilotfilm wieder aufgreifen, erneut die rote Uniform.

## Adaptionen
David Gerrold schrieb eine Romanfassung von Der Mächtige / Mission Farpoint, die auf Englisch erstmals 1987 erschien. Die deutsche Übersetzung erschien 1990.
Das Hörspiel-Label Karussell veröffentlichte 1990 zwei MCs mit den leicht gekürzten deutschen Tonspuren von Der Mächtige und Mission Farpoint, die an einigen Stellen mit eingesprochenen Erklärungen ergänzt wurden.

## Rezeption
Die Folge wurde 1988 für einen Hugo Award nominiert.
Die britische Presse verriss die Serie nach der Erstausstrahlung des Pilotfilms und bezeichnete Picard als langweilig sowie dessen Besatzung als Ausbrüchige eines Horrorfilms. Patrick Stewart hätte man besser das Toupet von William Shatner auftackern sollen.
Terry J. Erdmann und Paula M. Block listen Der Mächtige / Mission Farpoint in ihrem 2008 erschienenen Referenzwerk Star Trek 101 als eine der zehn wichtigsten Folgen der Serie Raumschiff Enterprise – Das nächste Jahrhundert auf.
Dany Roth erstellte 2016 für die Website syfy.com ein Ranking der Pilotepisoden aller bis dahin erschienenen Star-Trek-Realfilmserien. Der Mächtige / Mission Farpoint führte er dabei auf Platz 6.
Keith DeCandido bewertete Der Mächtige / Mission Farpoint 2011 auf tor.com als eine leicht unterdurchschnittliche Folge von Raumschiff Enterprise – Das nächste Jahrhundert. Er fand die Handlung nicht besonders interessant, das Tempo etwas träge und das Schauspiel der meisten Darsteller recht steif. Nur die Leistung von Patrick Stewart und Brent Spiner hob er positiv hervor.
Scott Thill bewertete Der Mächtige / Mission Farpoint 2012 auf wired.com als eine der besten Folgen von Raumschiff Enterprise – Das nächste Jahrhundert.
Juliette Harrisson führte Der Mächtige / Mission Farpoint 2017 auf der Website Den of Geek in einer Liste der zehn wegweisendsten Folgen von Raumschiff Enterprise – Das nächste Jahrhundert auf Platz 1, da es der Serie direkt mit dem Pilotfilm gelang, sich von den bisher veröffentlichten Star-Trek-Produktionen klar abzusetzen, statt sie nur zu kopieren.
Sven Harvey zählte Der Mächtige / Mission Farpoint 2017 auf der Website Den of Geek zu den 25 besten Folgen der Serie Raumschiff Enterprise – Das nächste Jahrhundert.
Valerie Complex erstellte 2017 für die Website gamespot.com ein Ranking der Pilotepisoden aller bis dahin erschienenen Star-Trek-Serien. Der Mächtige / Mission Farpoint führte sie dabei auf Platz 5.
Mike Bloom benannte Der Mächtige / Mission Farpoint 2019 auf der Website hollywoodreporter.com als eine der 25 besten Folgen von Raumschiff Enterprise – Das nächste Jahrhundert.
Anthony Vieira führte Der Mächtige / Mission Farpoint 2021 auf der Website collider.com in einer Liste der 25 besten Folgen von Raumschiff Enterprise – Das nächste Jahrhundert auf Platz 5.
Lauren Perry führte Der Mächtige / Mission Farpoint 2022 auf der Website movieweb.com in einer Liste der zehn besten Folgen von Raumschiff Enterprise – Das nächste Jahrhundert auf Platz 10.
Dusty Stowe erstellte 2023 für die Website screenrant.com ein Ranking der Pilotepisoden aller elf bis dahin veröffentlichten Star-Trek-Serien (Die Anthologie-Serie Star Trek: Short Treks blieb unberücksichtigt). Der Mächtige / Mission Farpoint führte er dabei auf Platz 9.

## Parodien und Anspielungen
In Folge 6.07 (Spaß mit Flaggen (2)) der Sitcom The Big Bang Theory von 2012 versucht Sheldon Amy die Handlung von Der Mächtige / Mission Farpoint zu erklären.